# Чён, Кален
Ка́лен Чён Чхёкка́? (иер. 張綽珈, ютпх. Zeung Ceuk Ga, кит.-рус. Чжан Чоцзя́; англ. Kahlen Cheung Cheuk-ka; родилась 17 октября 2003) — гонконгская фигуристка, выступающая в одиночном катании. Участница чемпионата четырёх континентов (2020) и турнира серии Челленджер Asian Open Trophy (2019).

## Карьера
Кален Чён родилась 17 октября 2003 в Гонконге. Впервые встала на коньки в возрасте трёх лет. Её мама любила фигурное катание, но не имела возможности заниматься этим сама, поэтому поддержала интерес к спорту со стороны единственного ребёнка в семье. До восьми-девяти лет катание для Кален являлось лишь хобби, именно тогда её талант на одном из гонконгских катков заметил американский фигурист, а впоследствии тренер Крейг Хит.
После начала совместной работы с профессиональным тренером Кален перестала считать катание приятным времяпрепровождением, а начала относиться к нему более серьёзно. Ввиду того, что Хит работает с учениками в Гонконге и США, фигуристка вслед за наставником проводит первую часть сезона в Сан-Валли (штат Айдахо), вторую — на родине.
Чён, тренирующаяся пять дней в неделю, становилась призёром на международных соревнованиях в пред-юниорских возрастных категориях. В 2017 году начала состязаться среди юниоров и дебютировала в соответствующей серии Гран-при. В следующем сезоне стала призёром Кубка Варшавы 2018. Кален по сумме баллов опередила тринадцать соперниц и заняла итоговое третье место в юниорской категории турнира.
В сезоне 2019–2020 годов спортсменка впервые приняла участие во взрослых соревнованиях. При этом продолжила юниорские выступления, поскольку соответствовала возрастным критериям для обоих разрядов. На этапе юниорского Гран-при, проходившем во Франции Кален набрала рекордные для себя баллы и в короткой, и в произвольной программах. Она успешно выполнила тулуп, сальхов, риттбергер и флип в три оборота, все вращения были оценены максимальным уровнем, благодаря чему издание South China Morning Post назвало выступление «великолепным», а саму Кален «одной из самых талантливых и многообещающих фигуристов Гонконга».
На Челленджере Asian Open Trophy 2019 успешно выполнила тройной лутц в каскаде, тем самым подтвердила владение всеми трёхоборотными прыжками. В феврале 2020 года Кален стала участницей престижного чемпионата четырёх континентов. Первоначально Гонконг имел две квоты в женском одиночном катании, включив в заявку Кален Чён и Кристи И Лён, но последняя не смогла принять участия в турнире. Чён, называющая своей слабой стороной перепады настроения, влияющие на стабильность прокатов, осталась единственной представительницей Гонконга, во время соревнований допустила множественные ошибки и заняла место в конце судейского протокола.
Вне льда обучалась в колледже Сатхинь, планирует работать в области физиотерапии. В свободное от спорта время предпочитает заниматься готовкой и выпечкой. Любимыми спортсменами называет Алёну Косторную и Нейтана Чена.

## Программы
| Сезон     | Короткая программа                                           | Произвольная программа                                                   |
| --------- | ------------------------------------------------------------ | ------------------------------------------------------------------------ |
| 2019–2020 | - «Sweet Dreams» Eurythmics                                  | - «Кармен» Жорж Бизе                                                     |
| 2018–2019 | - «A Sky Full of Stars» Coldplay                             | - «Кармен» Жорж Бизе                                                     |
| 2017–2018 | - «A Sky Full of Stars» Coldplay в исполнении The Piano Guys | - «Say You Won't Let Go» Джеймс Артур - «By Your Side» Джонас Блу и Raye |

## Результаты
| Соревнования                | 17/18         | 18/19         | 19/20         | 21/22         | 22/23         |
| Международные               | Международные | Международные | Международные | Международные | Международные |
| --------------------------- | ------------- | ------------- | ------------- | ------------- | ------------- |
| Четыре континента           |               |               | 19            |               | 19            |
| Asian Open Trophy           |               |               | 9             |               | 5             |
| Philadelphia Sum. Int.      |               |               | 6             |               | 8             |
| SEA Open Trophy             |               |               |               |               | 5             |
| Tayside Trophy              |               |               |               |               | 6             |
| IceChallenge                |               |               |               |               | 23            |
| Международные среди юниоров |               |               |               |               |               |
| Чемпионат мира              |               |               | 34            | 32            |               |
| Гран-при Польши             |               |               | 22            |               |               |
| Гран-при Франции            |               |               | 13            |               |               |
| Гран-при Австрии            |               | 14            |               |               |               |
| Гран-при Белоруссии         | 26            |               |               |               |               |
| Warsaw Cup                  |               | 3             |               |               |               |
| Halloween Cup               |               | 6             |               |               |               |
| Asian Open Trophy           |               | 7             |               |               |               |
| Challenge Cup               | 16            |               |               |               |               |
| FBMA Trophy                 | 3             |               |               |               |               |
| Volvo Open Cup              | 8             |               |               |               |               |